# کمبکی
کمبکی، روستایی در دهستان پیوشک بخش لیردف شهرستان جاسک در استان هرمزگان ایران است.

## جمعیت
بر پایه سرشماری عمومی نفوس و مسکن در سال ۱۳۹۵، جمعیت این روستا برابر با ۶۱۱ نفر (۱۶۶ خانوار) بوده‌است.